# Xarxes de propera generació

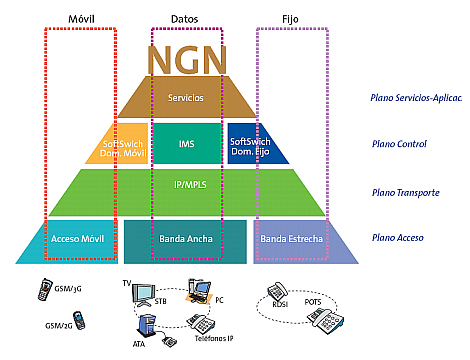
Fig.1 Arquitectura de les NGN

Xarxes de propera generació (NGN acrònim anglès, next-generation network) és un terme genèric que fa referència a l'evolució de l'actual infraestructura de xarxes de telecomunicacions, tot encapsulant la informació (dades, veu, vídeo...) en paquets IP (protocol internet).

## Característiques
- Les xarxes NGN estan basades en tecnologies internet incloent els protocols IP i MPLS (Multiprotocol Label Switching).
- Al nivell d'aplicació hi ha el protocol SIP, derivats de la norma ITU-T H.323.
- Per a aplicacions de veu s'empra un dispositiu programable anomenat Softswitch per a controlar les trucades sobre IP (VoIP).
- Per al servei multimèdia existeix l'estàndard IMS (de l'anglès IP Multimedia Subsystem) definit per l'ETSI i la 3GPP.